# Boris Muravschi
Boris Muravschi (n. 1950) este un general din Republica Moldova.

## Biografie
Boris Muravschi s-a născut în anul 1950. Este fiul lui Pavel Efim Muravschi și a Ludmilei Haralampie Muravschi (născută Cociorvă). Este de profesie istoric. Fost membru PCUS
A lucrat în Poliția Republicii Moldova, fiind fondatorul renumitei Direcții a 6-a din cadrul MAI, specializată în misiuni speciale. A fost avansat de către președintele Mircea Snegur la gradul de general de poliție.
La data de 14 noiembrie 1994, Boris Muravschi a fost numit în funcția de reprezentant plenipotențiar al Republicii Moldova - inspector principal în Biroul de coordonare a combaterii criminalității organizate pe teritoriul C.S.I. , înlocuindu-l poe Nicolae Obreja . A fost eliberat din această funcție la 11 februarie 1997, fiind pus la dispoziția Ministerului Afacerilor Interne.
La data de 31 martie 1999, general-maiorul de poliție Boris Muravschi, titular al Ministerului Afacerilor Interne, a fost concediat din organele afacerilor interne și trecut în rezerva Forțelor Armate, în legătură cu reducerea statelor .
Este în prezent general de poliție în rezervă și liderul blocului “Patria-Rodina”.